# 皮茨谷地圣莱昂哈德
皮茨谷地圣莱昂哈德是奥地利蒂罗尔州伊姆斯特县的一个市镇。总面积223.4平方公里，总人口1507人，人口密度6.7人/平方公里（2005年）。